# Olaf Nikolas Olsen
Pour les articles homonymes, voir Olsen.
Olaf Nikolas Olsen (4 mars 1794 – 19 décembre 1848) (aussi orthographié Oluf Nicolai ou Nicolaj) était un cartographe et officier de l'armée danoise.
Il enseigna la cartographie à la Royal Cadet School et aussi à la nouvelle académie militaire à partir de 1830. Il fit partir de l'état-major en 1836 et fut nommé en 1842 à la tête du département topographique avec rang de major. Il fut promu au rang de colonel en 1848.
Il édita et publia de nombreuses cartes d'Europe comme cartographe. Dans ses fonctions de général, il dirigea la publication des cartes d'ordonnance danoises.
Il supervisa aussi la publication de la première carte complète de l'Islande d'après les relevés établis par Björn Gunnlaugsson entre 1831 et 1843.